# LIAR (SPYAIRの曲)
「LIAR」（ライアー）は、日本のロックバンド・SPYAIRの楽曲。同バンドのメジャー・デビュー・シングルとして、2010年8月11日にSony Music Associated Recordsからリリースされた。

## 概要
収録曲のうち、表題曲「LIAR」はTBS系ドラマ『ハンマーセッション!』の主題歌に起用され、カップリング曲「INCOMPLETE」も『ハンマーセッション!』第2話で劇中曲として使用された。リリースは初回生産限定盤と通常盤の2形態で行われ、このうち初回生産限定盤には「LIAR」のミュージック・ビデオを収録したDVDが同梱されている。

## 収録曲

### CD
- 全作詞・作曲：MOMIKEN、全編曲：SPYAIR

1. LIAR [3:12]
  - TBS系ドラマ『ハンマーセッション!』主題歌

BARKSの大橋美貴子曰く、「がむしゃらに進もうとしている人の背中を確実に押してくれる、生命力溢れる曲[3]」。IKEはこの曲について、「『何でもいいからとりあえず自分を信じてみろ』という思いを込めて、優しい嘘をついて背中を押してあげる」曲と発言している[4]。
作曲を担当したUZは「SPYAIRの音楽は激しさの中にもメロディがしっかり存在していることを分かってほしいと思って作った[5]」と発言しており、楽曲制作に際して「ラウドなリフ、キャッチーなメロディ、ノリやすいリズム、ヘヴィなサウンド」というアプローチを意識したと明かしている[4]。Yahoo!ミュージックの油納将志は「ミクスチャー・ロックのグルーヴ感を凝縮して、ポップなメロディと共に突きつけた曲」と評している[6]。
2. INCOMPLETE [3:30]
  - TBS系ドラマ『ハンマーセッション!』劇中曲

キャッチーで激しいサウンドが特徴のロックナンバー[7]。Yahoo!ミュージックの油納将志は「もやもやとしたフラストレーションをクリアにするかのような疾走感あふれる曲[6]」と評している。
3. SINGING [4:05]
ダンス・ミュージックの高揚感と躍動感を導き入れて[6]、「みんなで歌える」ことを目指したポップな曲[8]。インディーズ時代に配信限定で発表されており、本作で初めてCDに収録された[9]。

### DVD（初回生産限定盤のみ）
1. LIAR (Misic Video)

## 収録アルバム
1. LIAR
  - 1stスタジオ・アルバム『Rockin' the World』
  - 1stベスト・アルバム『BEST』
2. INCOMPLETE
  - 1stスタジオ・アルバム『Rockin' the World』
  - 1stベスト・アルバム『BEST』
3. SINGING
  - 1stスタジオ・アルバム『Rockin' the World』にアルバムバージョンとして「SINGING (album mix)」を収録。

## 備考
- 「LIAR」のミュージック・ビデオは初回生産限定盤に収録されているが、それとは別にスペシャル･エディションのミュージック・ビデオも制作され[10]、ドラマ『ハンマーセッション!』の放送期間中[2]、地上波放送や街頭ビジョンなどで放映された[11]。なお、スペシャル･エディションには速水もこみち[11][注釈 1]、宮坂絵美里[2][注釈 2]、紗綾[2][注釈 3]の3人が出演している。